# Darrell
Darrell  è un nome proprio di persona inglese maschile.

## Varianti
- Maschili: Darrel[1][2], Darell[1], Darryl[1][2], Daryl[1][2], Derryl[1]

## Origine e diffusione
Riprende il cognome inglese Darrell, a sua volta dal normanno d'Airelle; in origine identificava una persona proveniente da una città di nome "Airelle". Si registra anche un suo uso al femminile.

## Onomastico
Nessun santo porta questo nome, che quindi è adespota; l'onomastico può essere festeggiato il 1º novembre, giorno di Ognissanti.

## Persone

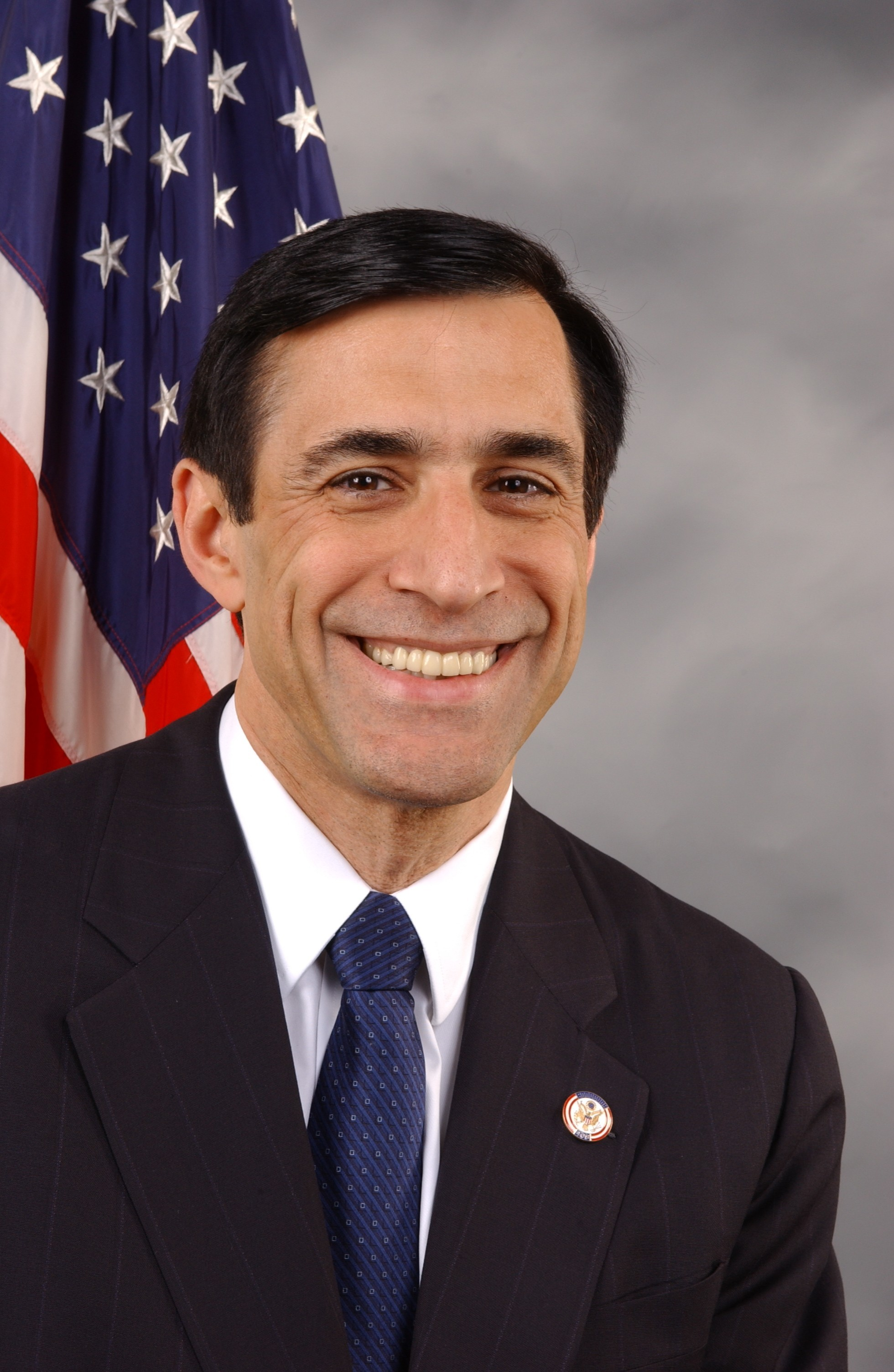
Darrell Issa

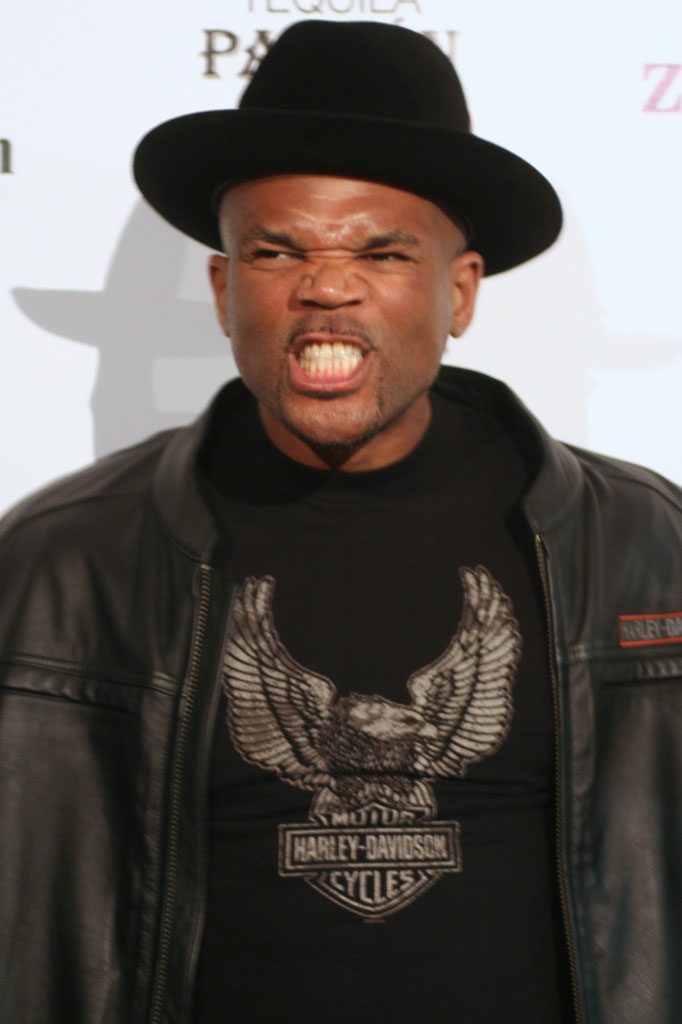
Darryl McDaniels

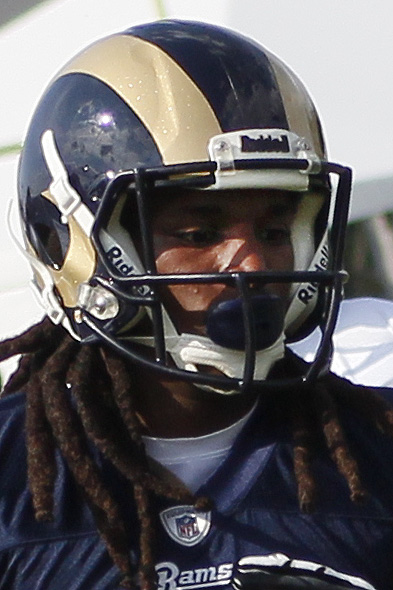
Daryl Richardson

- Darrell Lance Abbott, vero nome di Dimebag Darrell, chitarrista statunitense
- Darrell Armstrong, cestista e allenatore di pallacanestro statunitense
- Darrell Bevell, allenatore di football americano statunitense
- Darrell Ceciliani, giocatore di baseball statunitense
- Darrell Green, giocatore di football americano statunitense
- Darrell Hammond, attore statunitense
- Darrell Issa, politico statunitense
- Darrell Jackson, giocatore di football americano statunitense
- Darrell John Kitchener, zoologo australiano
- Darrell Roberts, chitarrista statunitense
- Darrell Roodt, regista, sceneggiatore e produttore cinematografico sudafricano
- Darrell Russell, giocatore di football americano statunitense
- Darrell Silvera, scenografo statunitense
- Darrell Waltrip, pilota automobilistico statunitense

### Variante Darryl
- Darryl Atkins, pilota motociclistico neozelandese
- Darryl Dawkins, cestista e allenatore di pallacanestro statunitense
- Darryl Jones, bassista statunitense
- Darryl McDaniels, rapper statunitense
- Darryl F. Zanuck, produttore cinematografico statunitense

### Variante Daryl
- Daryl Beattie, pilota motociclistico australiano
- Daryl Duke, regista e montatore canadese
- Daryl Gregory, scrittore statunitense
- Daryl Hall, cantante e tastierista statunitense
- Daryl Johnston, giocatore di football americano statunitense
- Daryl Richardson, giocatore di football americano statunitense
- Daryl Sabara, attore statunitense
- Daryl Stuermer, chitarrista e bassista statunitense

### Altre varianti maschili
- Darrel Lewis, cestista statunitense
- Darrel Scoville, hockeista su ghiaccio canadese

### Varianti femminili
- Daryl Hannah, attrice e regista statunitense

## Il nome nelle arti
- Daryl Dixon è un personaggio della serie televisiva The Walking Dead.